# تايرون هوبسون
تايرون هوبسون (بالإنجليزية: Tyrone Hopson)‏ هو لاعب كرة قدم أمريكية أمريكي، ولد في 28 مايو 1976 في هوبكينزفيل في الولايات المتحدة.